# Anthony Denny
Sir Anthony Denny,  född den 16 januari 1501, död den 10 september 1549, var en engelsk hovfunktionär, gunstling och förtrogen till Henrik VIII av England. Under kung Henriks sista år i livet var Denny den mest framträdande medlemmen av kungens Privy Council och tillsammans med sin svåger John Gates var det Denny som förvarade sigillet som innehöll kungens namnteckning. 

## Biografi
Anthony Denny var son till sir Edmund Denny, som även han varit en framstående hovman. Denny fick sin utbildning vid St Paul's School och St John's College, Cambridge.
År 1525 gifte sig Anthony Denny med Joan Champernowne, syster till Katherine Ashley som var den framtida Elisabet I:s guvernant.  Paret fick 12 barn. En av sönerna var sir Edward Denny, Knight Banneret av Bishops Stortford (1547-1599) som var kusin till sir Walter Raleigh.
Han tjänade 1546–1547 som Henriks Groom of the Stool. Detta ämbete innebar att man hjälpte kungen när han uträttade sina privata behov, vilket var ett attraktivt ämbete i en tid då tillträde till kungens person innebar tillträde till gunst och gåvor. Denny var också medlem av den krets vid hovet som verkade för reformationen, och Henriks beslut att dra in gods från kyrkan till kronan gynnade Denny, som tack vare kungens gunst var en mycket rik man när han avled.
Dennys ställning vid hovet de sista åren gav honom nästan monopol på att avgöra vem som skulle äga tillträde till den åldrande kungen, som valde att tillbringa mycket av sin tid de åren i sin privata våning på det slott där han vistades, och hans maktställning ökade på grund av kungens personliga förtroende för honom. Historiker har misstänkt att Denny, tillsammans med sir William Paget, ska ha förberett det maktövertagande som sedan genomförs av Edward Seymour, hertig av Somerset. Denny var en av de hovmän som närvarade vid kungens dödsbädd.
Tillsammans med Edward Seymour, 1:e hertig av Somerset, John Dudley, 1:e hertig av Northumberland och William Paget, 1:e baron Paget var Denny ansvarig för att fastställa Henriks testamente vid hans dödsbädd år 1547. En av de saker Denny kämpade emot var att  kungen ville avlägsna Stephen Gardiner från testamentet. Det var Denny som talade om för kungen att han med största sannolikhet var döende, och därför borde förbereda sig på sin bortgång.